# Williams FW43B
De Williams FW43B is een Formule 1-auto die gebruikt werd door het Formule 1-team van Williams in het seizoen 2021. De auto is de opvolger van de Williams FW43. De FW43B rijdt met een motor van Mercedes.

## Resultaten
| Kleur  | Resultaat                              |
| ------ | -------------------------------------- |
| Goud   | Winnaar                                |
| Zilver | Tweede plaats                          |
| Brons  | Derde plaats                           |
| Groen  | Gefinisht (punten behaald)             |
| Blauw  | Gefinisht (geen punten behaald)        |
| Blauw  | Niet geklasseerd (NC)                  |
| Paars  | Uitgevallen (DNF)                      |
| Rood   | Niet gekwalificeerd (DNQ)              |
| Zwart  | Gediskwalificeerd (DSQ)                |
| Wit    | Niet gestart (DNS)                     |
| Blanco | Gewond (INJ)                           |
| Blanco | Uitgesloten (EX)                       |
| Blanco | Teruggetrokken (WD) / Niet deelgenomen |
| P      | Poleposition                           |
| S      | Snelste ronde                          |

| Jaar | Chassis en banden | Motor               | Coureurs        | 1   | 2   | 3   | 4   | 5   | 6   | 7   | 8   | 9   | 10  | 11  | 12   | 13  | 14  | 15  | 16  | 17  | 18  | 19  | 20  | 21  | 22  | Punten | WK-plaats |
| ---- | ----------------- | ------------------- | --------------- | --- | --- | --- | --- | --- | --- | --- | --- | --- | --- | --- | ---- | --- | --- | --- | --- | --- | --- | --- | --- | --- | --- | ------ | --------- |
| 2021 | FW43B P           | Mercedes-AMG F1 M12 |                 | BHR | EMI | POR | SPA | MON | AZE | FRA | STI | OOS | GBR | HON | BEL‡ | NED | ITA | RUS | TUR | VST | MXS | SAP | QAT | SAR | ABU | 23     | 8e        |
| 2021 | FW43B P           | Mercedes-AMG F1 M12 | Nicholas Latifi | 18† | DNF | 18  | 16  | 15  | 16  | 18  | 17  | 16  | 14  | 7   | 9    | 16  | 11  | 19† | 17  | 15  | 17  | 16  | DNF | 12  | DNF | 23     | 8e        |
| 2021 | FW43B P           | Mercedes-AMG F1 M12 | George Russell  | 14  | DNF | 16  | 14  | 14  | 17† | 12  | DNF | 11  | 12  | 8   | 2    | 17† | 9   | 10  | 15  | 14  | 16  | 13  | 17  | DNF | DNF | 23     | 8e        |

- † Uitgevallen maar wel geklasseerd omdat er meer dan 90% van de raceafstand werd afgelegd.
- ‡ Halve punten werden toegekend tijden de GP van België omdat er minder dan 75% van de wedstrijd was afgelegd door hevige regenval.